# Arthur Hiller
Arthur Hiller (Edmonton, Alberta, Canadá, 22 de noviembre de 1923-Los Ángeles, California, Estados Unidos, 17 de agosto de 2016) fue un director de cine canadiense afincado en Hollywood. Fue candidato al premio Óscar, y miembro de la Orden de Canadá.

## Biografía
Nació en Edmonton, la capital de Alberta en Canadá, el 22 de noviembre de 1923, hijo de emigrantes judíos de raíces polacas con marcada afición teatral, se graduó en la Universidad de Toronto con una licenciatura de Bellas Artes en 1947 y, posteriormente, un máster en psicología en 1950. 
Hiller comenzó su carrera como director en la televisión en los años 1950, pasando al cine estadounidense desde comienzos de la década de 1960. Sin ser nunca un cineasta brillante, sí cuenta en su haber con varios títulos de éxito, calidad y/o reconocimiento a nivel internacional. 
Dirigió más de 30 películas, entre las que se cuentan Anatomía de un hospital (1971), Los encantos de la gran ciudad (1970) o Los suegros (1979), todas ellas comedias. Antes había dirigido episodios de series de televisión en Canadá, medio en el que también trabajó en Estados Unidos, tras afincarse en Los Ángeles y participar en La ley del revólver, Naked City o algunas entregas de Alfred Hitchcock presenta. Su debut en el cine llegó en 1957 con The Careless Years. Pero su mayor éxito le llegó en 1970 con el drama romántico Love Story, ganador de un Oscar (a la mejor banda sonora, firmada por Francis Lai) y nominado a otros seis, entre ellas el de mejor dirección.
Por otra parte, Hiller fue presidente del Directors Guild of America desde 1989 hasta 1993 y presidente de la Academia de Artes y Ciencias Cinematográficas entre 1993 y 1997.

## Premios y reconocimientos
En 2002 recibió el Oscar honorífico Jean Hersholt Humanitarian Award en reconocimiento a su compromiso activo con las instituciones benéficas y de defensa de los derechos civiles. Ese mismo año, también recibió una estrella en el paseo de la fama de Canadá en Toronto y en 2006 recibió la Orden de Canadá.

## Filmografía
- The Careless Years (1957)
- Miracle of the White Stallions (1963)
- La americanización de Emily (The Americanization of Emily) (1964).
- The Addams Family (1964)
- Penélope (1966).
- Prométele cualquier cosa (Promise Her Anything) (1966).
- Tobruk (1967).
- Papi (Popi) (1969).
- Los encantos de la gran ciudad
- Love Story (1970).
- Eso del matrimonio (Plaza Suite) (1971).
- Anatomía de un hospital (The Hospital) (1971).
- El hombre de La Mancha (Man of La Mancha) (1972).
- The man in the Glass Booth (1975).
- El expreso de Chicago (Silver Streak) (1976).
- W. C. Fields and Me (1976).
- Alas en la noche (Nightwing) (1979).
- Los suegros (The In-Laws) (1979).
- Su otro amor (Making Love) (1982).
- Author! Author! (1982).
- En íntima colaboración (Romantic Comedy) (1983).
- Profesores de hoy (Teachers) (1984).
- Un tipo solitario (The Lonely Guy) (1984).
- Increíble suerte (Outrageous Fortune) (1987).
- No me chilles, que no te veo (See No Evil, Hear No Evil) (1989).
- Millonario al instante (Taking Care of Business) (1990).
- Casado con eso (Married to It) (1991).
- El ídolo (The Babe) (1992).
- Todos al coche (Carpool) (1996).
- Hollywood al rojo vivo (An Alan Smithee Film: Burn Hollywood Burn) (1998).

## Premios y distinciones
Premios Óscar
| Año  | Categoría                        | Película                         | Resultado |
| ---- | -------------------------------- | -------------------------------- | --------- |
| 1970 | Mejor dirección                  | Love Story                       | Nominado  |
| 2001 | Premio Humanitario Jean Hersholt | Premio Humanitario Jean Hersholt | Ganador   |

Festival Internacional de Cine de Berlín
| Año  | Categoría                                      | Película                | Resultado |
| ---- | ---------------------------------------------- | ----------------------- | --------- |
| 1972 | Oso de Plata. Premio extraordinario del jurado | Anatomía de un hospital | Ganador   |